# It Happened At The World's Fair (album)
It Happened At The World's Fair er et album fra april 1963 med Elvis Presley, udgivet af RCA med nummeret RCA LPM/LSP-2697. (LPM/LSP er RCA's angivelse af, om albummet er indspillet i hhv. Mono eller Stereo).
Albummet, i form af en LP, kom på gaden samtidig med Presley-filmen It Happened At The World's Fair og rummer filmens soundtrack.

## Personerne bag albummet
Folkene bag LP'en er:
- Elvis Presley, sang
- Scotty Moore, guitar
- Billy Strange, guitar
- Tiny Timbrell, guitar og mandolin
- Dudley Brooks, klaver
- Don Robertson, klaver
- Ray Siegel, bas
- D.J. Fontana, trommer
- Frank Carlson, trommer
- Clifford Scott, saxofon
- The Mello Men, kor
- The Jordanaires, kor

## Sangene
Filmen var uden en titelmelodi men manglede dog ikke af den grund sange, idet der undervejs var indlagt ti. Det, at der ikke var nogen titelmelodi, hænger sammen med, at filmens titel – uvist af hvilken grund – først på et sent tidspunkt ændredes til det kendte, idet planen ellers var, at filmen skulle have heddet Take Me To The Fair, – og så havde der jo været en titelmelodi.
Soundtracket rummede samtlige ti sange, der alle blev sunget af Elvis Presley. Sangene blev indspillet hos Radio Recorders i Hollywood. De ti sange var:

### Side 1
- "Beyond The Bend" (Ben Weisman, Dolores Fuller, Fred Wise)

indspillet 22. september 1962
- "Relax" (Roy C. Bennett, Sid Tepper)

indspillet 30. august 1962
- "Take Me To The Fair" (Roy C. Bennett, Sid Tepper)

indspillet 22. september 1962
- "They Remind Me Too Much Of You" (Don Robertson)

indspillet 22. september 1962
- "One Broken Heart For Sale" (Otis Blackwell, Winfield Scott)

indspillet 22. september 1962

### Side 2
- "I'm Falling In Love Tonight" (Otis Blackwell, Winfield Scott)

indspillet 22. september 1962
- "Cotton Candy Land" (Bob Roberts, Ruth Bachelor)

indspillet 22. september 1962
- "A World Of Our Own" (Bernie Baum, Bill Giant, Florence Kaye)

indspillet 22. september 1962
- "How Would You Like To Be" (Ben Raleigh, Mark Barkan)

indspillet 22. september 1962
- "Happy Ending" (Ben Weisman, Sid Wayne)

indspillet 30. august 1962
"How Would You Like To Be" og "Happy Ending" var begge duetter, som Elvis sang sammen med hhv. Vicki Tiu og Joan O'Brien, der begge havde roller i filmen.
"One Broken Heart For Sale" blev udsendt samtidig med LP'en som A-side på en single med "They Remind Me Too Much Of You" som B-side.